# 542026 Kaszasattila
542026 Kaszasattila este o planetă minoră (asteroid) din centura de asteroizi. A fost descoperită pe 24 martie 2011 la Piszkéstetői Obszervatórium⁠(d) de Krisztián Sárneczky⁠(d) și a fost numită după Attila Kaszás⁠(d). 
Obiectul prezintă o orbită caracterizată de o semiaxă mare de 3,006083748491 UAi, o excentricitate de 0,041554112170405, o înclinație de 11,073473658358 ° în raport cu ecliptica.